# Parque Campolim
O Parque Campolim, popularizado apenas por Campolim,  é um bairro nobre localizado na zona sul da cidade de Sorocaba, interior de São Paulo. Considerado o centro financeiro de Sorocaba, com 20 mil habitantes e uma renda média de mais de 9 mil reais mensais, é conhecido por ser um dos bairros mais valorizados do interior do Brasil, sendo mencionado como o "Jardins" sorocabano, em referência a região de alto padrão da cidade de São Paulo. O valor do metro quadrado no bairro é de R$ 8.834, superando cidades como Londrina, Ribeirão Preto e Campinas.
Grande parte das atrações noturnas de entretenimento e do comércio de alto padrão da cidade, se concentram no Campolim. Estima-se que cerca de 250 mil carros circulem diariamente pela avenida Antônio Carlos Cômitre, principal via do bairro.
Nos últimos anos, grandes condomínios verticais e edifícios comerciais envidraçados começaram a aparecer no Campolim. Representa a capacidade empreendedora do povo sorocabano no contexto regional e alinha nossos ideais aos dos países do primeiro mundo.
Localiza-se no Campolim o Iguatemi Esplanada, o maior shopping center da região e o mais estruturado de Sorocaba com lojas de grandes nomes. O bairro também conta com academias, clínicas médicas e odontológicas, pista de caminhada, farmácias, bancas de jornais e revistas, restaurantes, padarias, escolas particulares, redes de fast-food, além de o bairro possuir em seu interior grandes redes de escolas, como o Colégio Anglo, o Colégio Objetivo e o Universitário. Os quatro maiores hipermercados da cidade estão no Campolim: a rede francesa Carrefour, as redes brasileiras Tauste e Hipermercado Extra e o norte-americano Walmart.

## História
Em agosto de 1990 foi inaugurado na região sul do bairro o Hipermecado Carrefour, marcando sua efetiva ocupação na área. No ano seguinte, anexado ao mesmo, inaugura-se o Esplanada Shopping (hoje Iguatemi Esplanada), através da influência do visionário empreendedor Sorocabano, Sr. Edgard Moura, da Edgard Moura Negócios Imobiliários, que através de sua capacidade de agregar negócios a região, trouxe a Construtora Chap-Chap que edificou o Esplanada Shopping. Logo, segundo levantamentos e quantificação  da área, essas empresas foram fortes molas propulsoras para a iniciação do mercado financeiro, imobiliário e comercial na região.

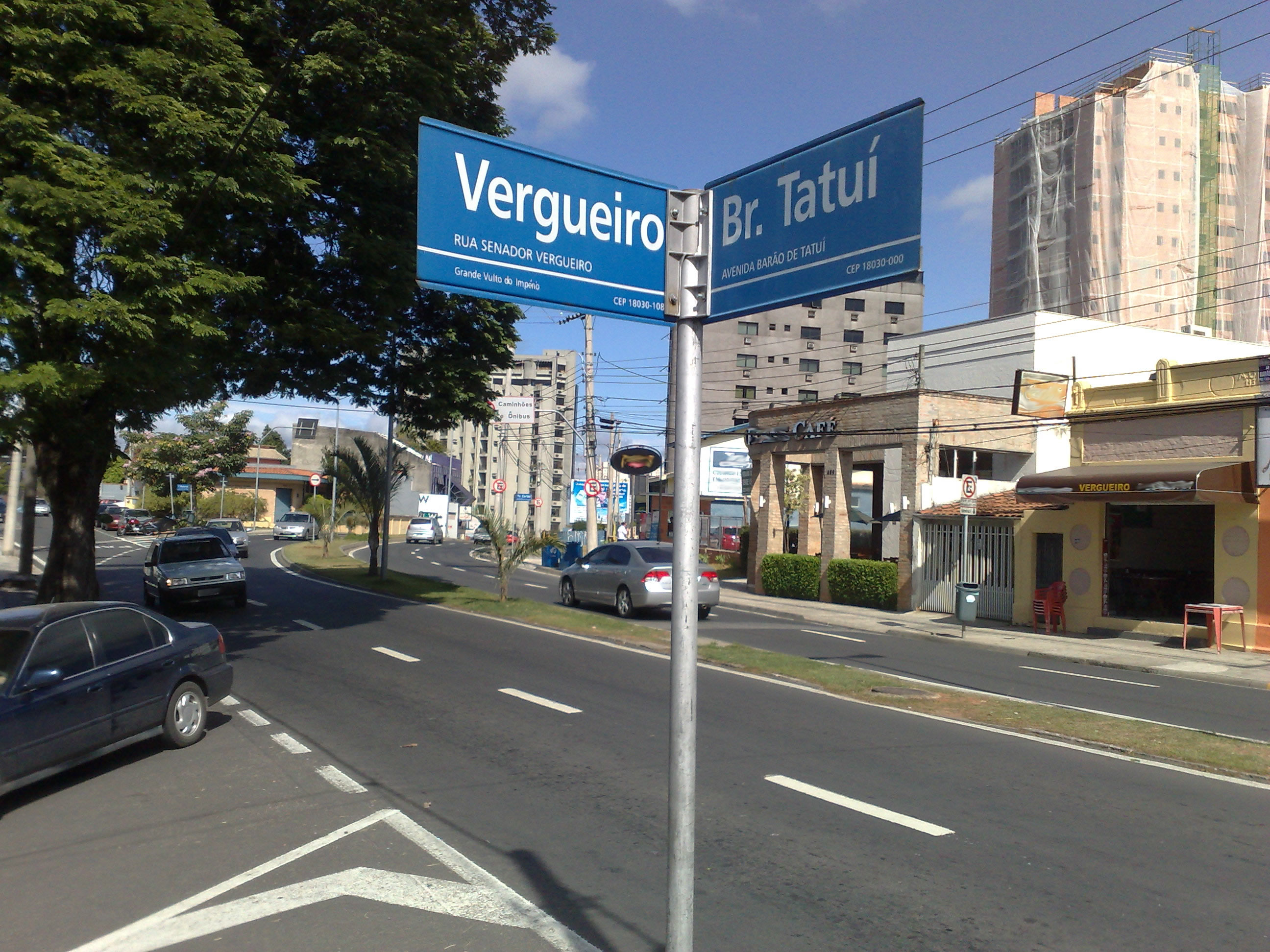
Avenida Barão de Tatuí sentido Parque Campolim.

## A importância da Rodovia Raposo Tavares
A Rodovia Raposo Tavares sempre foi um importante corredor viário para o estado de São Paulo e para a cidade de Sorocaba. Pela mesma, pode se chegar a capital  em mais ou menos uma hora. Também permite a ligação  com o sul do país no sentido interior. A sua duplicação, em especial no trecho entre Sorocaba e São Paulo, acabou sendo um elemento a mais para o fomento imobiliário do bairro.
Muitos moradores de bairros próximos a rodovia, em especial do Campolim, fazem o translado diário a capital paulista, por preferir morar em uma cidade teoricamente mais tranquila, mais bonita e mais segura.